# João Café Filho
João Fernandes Campos Café Filho (ur. 3 lutego 1899 w Natalu, zm. 20 lutego 1970 w Rio de Janeiro) – brazylijski polityk i dziennikarz, prezydent kraju w latach 1954–1955.

## Zarys biografii
Urodził się w Natalu w stanie Rio Grande do Norte. W 1921 podjął pracę jako dziennikarz. W latach 1934–1945 był deputowanym federalnym. W 1950 został wybrany wiceprezydentem Brazylii u boku Getúlio Vargasa.
Po samobójstwie Vargasa w 1954 objął urząd prezydenta, ale na dwa miesiące przed upływem kadencji zrezygnował ze stanowiska, oficjalnie z powodów zdrowotnych. Następnie jednak próbował odzyskać władzę, czemu sprzeciwiły się Kongres i wojsko, podejrzewając, iż Filho chce w ten sposób uniemożliwić zaprzysiężenie prezydenta-elekta Juscelino Kubitschka.
Jako ewangelik był pierwszym protestantem na stanowisku prezydenta Brazylii.